# Контрерас, Марио
Марио Вильфредо Контрерас (исп. Mario Wilfredo Contreras; род. 22 мая 1987, Санта-Ана) — сальвадорский велогонщик, участник летних Олимпийских игр 2008 года, трёхкратный чемпион Сальвадора по шоссейным велогонкам.

## Спортивная биография
9 августа 2008 года Марио Контрерас дебютировал на летних Олимпийских играх в Пекине. Сальвадорский велогонщик стартовал в групповой шоссейной гонке. Гонка была отмечена большим количеством сходов. Одним из велосипедистов не доехавших до финиша стал и Контрерас. В сентябре 2008 года Контрерас выступил на чемпионате мира в категории до 23 лет. По итогам 173-километровой гонки сальвадорский велогонщик показал лишь 82-й результат.
В 2009 году Контрерас стал 18-м в генеральной классификации канадской многодневки Кубок наций Долины Сагеней. В 2009 году Контрерас впервые стал чемпионом страны, победив в гонке с раздельным стартом. Спустя год Марио повторил свой результат, прибавив к этому ещё и победу в групповой гонке.

## Достижения
2009
 Чемпион Сальвадора по велогонкам (раздельная гонка)
5-й — генеральная классификация Вуэльты Никарагуа
2010
 Чемпион Сальвадора по велогонкам (групповая гонка, раздельная гонка)
 — Игры Центральной Америки.